# We All Go Back to Where We Belong
We All Go Back to Where We Belong è l'ultimo singolo del gruppo musicale statunitense R.E.M. pubblicato il 17 ottobre 2011 a meno di un mese dal loro scioglimento.
È il primo e unico singolo che anticipa la pubblicazione della raccolta Part Lies, Part Heart, Part Truth, Part Garbage 1982-2011 pubblicata l'11 novembre 2011. Il brano era stato originariamente scritto dal bassista Mike Mills e registrato dal gruppo ad Athens (Georgia) nel luglio 2011, dopo le sessioni di registrazione del loro ultimo album, Collapse into Now.
Sono stati prodotti due video musicali del brano, uno diretto da Dominic J. DeJoseph e l'altro da Michael Stipe. Il primo vede protagonista l'attrice Kirsten Dunst mentre il secondo John Giorno.

## Tracce
Download digitale
1. We All Go Back to Where We Belong – 3:36

## Formazione
R.E.M.
- Peter Buck – chitarra, testo e produzione
- Mike Mills – basso, cori, testo e produzione
- Michael Stipe – voce, testo e produzione

Altri musicisti
- Bill Rieflin - batteria
- Scott McCaughey - chitarra, pianoforte, mandolino
- Jacknife Lee - tastiere, percussioni
- Eric Gorfain, Daphne Chen, Neli Nikolaeva, Radu Pieptea, Audrey Solomon, Terry Glenny, Marcy Vaj, Wes Precourt, Anna Kostyuchek - violino
- Leah Katz, Caroline Buckman, Rodney Wirtz, Erik Rynearson - viola
- Richard Dodd, John Krovoza, Peggy Baldwin, Ira Glansbeek - violoncello
- Stephanie O’Keefe, Justin Hageman - corno francese
- Rick Baptist - tromba
- Alan Kaplan - trombone
- Sara Andon - flauto

Personale tecnico
- Chris Bilheimer – art design
- Jacknife Lee – produzione

## Classifiche
| Classifica (2011)               | Posizione massima |
| ------------------------------- | ----------------- |
| Belgio (Fiandre)                | 85                |
| Belgio (Vallonia)               | 79                |
| Giappone                        | 59                |
| Italia                          | 47                |
| Stati Uniti (adult alternative) | 13                |